# Wim Sonneveld
 (décembre 2015).
Si vous disposez d'ouvrages ou d'articles de référence ou si vous connaissez des sites web de qualité traitant du thème abordé ici, merci de compléter l'article en donnant les références utiles à sa vérifiabilité et en les liant à la section « Notes et références ».
Wim Sonneveld est un chanteur et artiste de cabaret néerlandais né le 28 juin 1917 à Utrecht et mort le 8 mars 1974 à Amsterdam. Il est considéré comme l'un des plus grands chanteurs de cabaret des Pays-Bas.

## Biographie
Wim, ou Willem de son réel prénom, Sonneveld est né en 1917 à Utrecht, dans la maison de ses parents, au n° 84 de la rue « Jan Pieterszoon Coen ». Il était le fils de Gerrit Sonneveld, un menuisier devenu modeste épicier, et de Geertruida van den Berg, qui avait eu six enfants, et dont Wim était le quatrième enfant. Alors très jeune, Wim perdit sa mère, morte le 26 septembre 1922, âgée de 38 ans. Wim eut une scolarité difficile durant laquelle il fut surtout le clown de la classe. Il enchaîna ensuite plusieurs petits boulots, tous assez infructueux.
En 1932, il fit partie d’un groupe de chant amateur, les « Keep Smiling Singers ». Ensuite, en 1934, avec Fons Goossens, il forma un duo qui se produisait surtout lors des jubilés de diverses associations et institutions. Cette même année, il rencontra l’écrivain et publicitaire Huub Janssen (Hubertus Wilhelmus Jacobus Janssen, Rotterdam 1910, Paris, Gare du Nord, 1984), un moine défroqué, avec qui, en juillet 1935, il entreprit un voyage à travers la France. En 1936, il vécut à Amsterdam, d'abord au n°9 du « Westermarkt », et plus tard au n°826 du « Prinsengracht » avec Huub Janssen. Cette année-là, il devint secrétaire du cabaretier et artiste de revue Louis Davids. Ainsi, la journée, il s’occupait du secrétariat, et le soir, il jouait de petits rôles et chantait quelques chansons. Durant cette même période, il se produisait avec sa propre troupe « De Rarekiek » pour laquelle collaborait également son compagnon Huub. Sonneveld chanta en France en 1937 dans les spectacles de cabaret de Suzy Solidor et Agnes Capri.
Après la déclaration de guerre de 1939 entre la France et l’Allemagne, il revint aux Pays-Bas et joua des rôles théâtraux dans la revue de Loekie Bouwmeester. En 1940, il se produisit au « Theater der Prominenten » (« Théâtre de personnalités ») et participa aux « Sprookjesspelers » (« Les jeux des contes de fées ») d’Abraham van der Vies. Il y rencontra notamment Conny Stuart. En 1943, il réunit dans sa propre compagnie, entre autres, Conny Stuart, Lia Dorana, Albert Mol, Joop Doderer, Hetty Blok et Emmy Arbous.
Sa troupe, le « Cabaret Wim Sonneveld », continua d’exister jusqu'en 1959. Ensuite, Sonneveld tint pendant trois ans le rôle principal du professeur Higgins dans la comédie musicale My Fair Lady en adaptation néerlandaise. C’est alors qu’il conçut l’idée de se produire seul, ce qui fut concrétisé en 1964, par « Une soirée avec Wim Sonneveld ». Ce fut ensuite en 1966 « Wim Sonneveld et Ina van Faassen » et en 1971 « Wim Sonneveld, Willem Nijholt et Corry van Gorp ».
La première du spectacle « Une soirée avec Wim Sonneveld » eut lieu à Amsterdam le 1er janvier 1964. Ce spectacle fut immédiatement très bien accueilli. Les textes étaient d'Annie M.G. Schmidt, de Simon Carmiggelt, de Michel van der Plas et de Jacques van Tol, entre autres. Friso Wiegersma, (Deurne (Pays-Bas) 1925 – Amsterdam 2006), rencontré en 1947, artiste peintre (de décors de théâtre et d'illustrations, etc.), créateur de costumes de théâtre, et parolier de chansons, compagnon de Wim Sonneveld, écrivit également quelques chansons pour le spectacle, et la chanson « Nikkelen Nelis » (le chanteur de rue), la chanson la plus célèbre de ce spectacle, est de sa plume. Le spectacle connut de nombreuses représentations, près de sept-cents, et un disque « long playing » permet encore d’en écouter les chansons.
Trois ans après la première de ce spectacle, Wim Sonneveld voulu un nouveau show. Afin de renouveler le spectacle et pour éviter que celui-ci ne ressemble trop au précédent, il s’accompagna d’une actrice, Ina van Faassen. Pour elle, ce spectacle fut une véritable percée auprès du grand public, car auparavant, elle ne jouait que des rôles de théâtre. Ce spectacle fut également bien accueilli par la presse. Wim Sonneveld écrivit de nombreuses chansons lui-même, mais fit également appel à des paroliers tels qu'Annie M.G. Schmidt, Simon Carmiggelt, Michel van der Plas et à nouveau, Friso Wiegersma. L'une des chansons les plus connues de Wim Sonneveld, « Het dorp », dont les paroles furent écrites par Friso Wiegersma (sous le pseudonyme d'Hugo Verhage) sur la musique de la chanson « La Montagne » de Jean Ferrat, était au programme de ce spectacle. Cette chanson en néerlandais évoque, elle aussi, le temps qui passe et la société qui change, comme le fragment ci-après (en traduction libre) le montre : Chez moi, j'ai encore une carte postale. Il y a une église, un cheval avec une charrette, la boucherie J. van der Ven, un café, une demoiselle à vélo. Ce qui ne vous dit sûrement rien, mais c'est là que je suis né. Ce village, je me souviens comment il était. Les enfants des fermiers dans la classe de l’école. Le cliquetis d’une charrette sur les pavés, la maison communale avec une pompe devant, un chemin de terre entre les chapelles, le bétail, les fermes. (…) Ce village d’alors n’est plus. Tout ce qu’il en reste pour moi, c’est une image et des souvenirs. Et quand sur le sentier du jardin de mon père, les grands arbres étaient encore debout, j'étais un enfant, comment aurais-je pu savoir, que tout cela disparaitrait à jamais.      
Dans ce qui fut ensuite son dernier spectacle, Wim Sonneveld voulu opérer un profond rajeunissement du genre. Initialement, Wim Sonneveld ne voulut pas mettre en chantier un nouveau spectacle, craignant que, dans le bouillonnement musical de la fin des sixties et du début des seventies, son spectacle n'apparaisse vieilli et démodé. Mais il se laissa finalement convaincre. C’est pourquoi, avec deux jeunes artistes à ses côtés, Willem Nijholt et Corrie van Gorp, il se produisit dans ce nouveau spectacle. Le spectacle fut créé le 20 février 1971 à Amsterdam. Durant le spectacle, Wim Sonneveld devait changer trois fois de costume de scène. Et à chaque fois qu'il y avait pour lui un temps mort dans le spectacle, il se reposait, épuisé, sur un divan dans sa loge, se plaignant souvent de son cœur. Bien plus tard, il est apparu que ce spectacle avait été bien trop éprouvant physiquement pour lui.
En 1959, lors d'un voyage dans le sud de la France, il avait acheté, impulsivement sur un coup de cœur, à Roquefort-les-Pins une ancienne bergerie, la "Bergerie de Notre-Dame", qui avait comme dépendance trois hectares d'oliviers, où alla vivre de manière permanente Huub Janssen. A vrai dire, la Bergerie était à l'origine une véritable ruine, qu'il restaura patiemment pendant des années. Lui-même y emménagea. Mais après dix ans, il la quitta, car cette demeure était devenue une attraction touristique pour les Néerlandais qui passaient leurs vacances en France. Il fit construire à Vence, La Casamata, belle demeure moderniste et originale conçue par l'architecte néerlandais Arnold (Nol) Numan Oyevaar (1922 - 2006) du bureau Oyevaar - Stolle - Van Gool, les architectes de la Tour ING à La Haye, et il en garda l'adresse secrète autant que possible. Il y résidait souvent aussi avec son compagnon Friso Wiegersma. 
Enfin, en 1973, Wim Sonneveld fut acteur de cinéma dans le film Op de Hollandse toer (Going Dutch en version internationale, que l'on pourrait traduire par "Tournée hollandaise"). C’est un film comique, amusant, avec de belles couleurs et, avec le recul, une belle image du temps. L'histoire est celle d’un fils déclassé d’une bonne famille, soumis à un petit chef dictatorial, et qui gagne sa vie dans une agence de voyages. Le héros doit, pour la première fois, faire le guide pour un groupe international de touristes aux Pays-Bas. Pour ce film, Wim Sonneveld avait fort aimé de n’avoir pas à organiser tout lui-même. C’était pour lui comme une grande récréation pour un film sans grande prétention. Mais les attentes des critiques étaient bien trop élevées. Dès la première présentation du film, le film fut éreinté par les critiques cinématographiques. Ceux-ci s’adressaient surtout à Wim Sonneveld alors qu’il n’assumait que le rôle principal et n’en était aucunement le réalisateur ni le scénariste principal. Le public bouda le film également. Le coup lui fut à ce point rude qu’il s'est alors détourné des Pays-Bas pour longtemps. Il avait des projets d’un hôtel ou d'une maison d'hôtes en France, sur la Côte d'Azur, à Juan-les-Pins, pour ses amis et connaissances. Il se montrait cependant parfois à la télévision néerlandaise.
Wim Sonneveld fut victime le 20 février 1974 d’une crise cardiaque dans sa voiture, lors d’une courte visite aux Pays-Bas destiné à présenter un programme aux responsables de la KRO, programme musical durant lequel il aurait reçu des chanteurs comme Nana Mouskouri ou Marcel Amont. Il fut hospitalisé à Amsterdam, amené à l'hôpital par les auto-stoppeurs qu'il avait embarqués un peu plus tôt. Après deux semaines de repos, il était en très bonne forme au point de parler, lors d’une interview menée par Henk van der Meijden, de ses plans d’avenir. Il voulait publier ses mémoires (intitulés « Sonneveld, Madame » faisant allusion à l'époque où il travaillait dans l'épicerie de son père et que lors de sa tournée de livraisons, il s'annonçait aux clients lui ouvrant la porte de leur maison pour la remise de la commande effectuée à l'épicerie) et enregistrer un « long-playing » titré « Mon cœur » reprenant diverses chansons ayant le cœur pour thème. Il envisageait aussi un nouveau programme pour ses 40 ans de métier en 1975. Il dit aussi qu’il avait pris la décision de ne jamais plus porter de perruque. Le jour même de la publication de l’interview dans le journal néerlandais « De Telegraaf », Wim Sonneveld mourut le 8 mars 1974, à l'Hôpital Universitaire d'Amsterdam, d’une seconde crise cardiaque, à l’âge de 56 ans. Pour le grand public, ce fut un choc extrême, mais ses proches expliquèrent plus tard que sa mort ne fut pas tout à fait inattendue, car Sonneveld avait déjà eu des alertes cardiaques même si rien de concret n’avait été décelé par ses médecins.
Il fut inhumé le lundi 11 mars 1974 au cimetière catholique d'Amsterdam Buitenveldert en présence d'une foule très importante. Huub Janssen vint le rejoindre dans la même tombe dix ans plus tard. Friso Wiegersma, lui, demanda à être incinéré.  
Wim Sonneveld a toujours veillé à garder très secrètes sa vie privée et son homosexualité. Ainsi, les relations qu’il maintenait avec Huub Janssen (par loyauté d’âme, ou bien à cause d’un chantage de ce dernier, comme le pensaient les frères de Wim ?) alors que Sonneveld avait déjà rencontré son nouveau compagnon Friso Wiegersma, resteront nimbées de mystère.
En 2017, en l'honneur de celui qui avait chanté Amsterdam et ses canaux (avec Aan de Amsterdamse grachten), et pour le centenaire de sa naissance, un pont de la Marnixstraat (Rue Marnix) enjambant le Leidsegracht dans le centre Amsterdam, non loin du théâtre DeLaMar où Wim Sonneveld avait donné de nombreux spectacles, a été dénommé le Wim Sonneveldbrug (pont Wim Sonneveld).

## Chansons célèbres
- Aan de Amsterdamse grachten
- Het dorp (d'après La Montagne de Jean Ferrat)
- Catootje
- Margootje
- Tearoom Tango
- Zo heerlijk rustig
- Daar is de orgelman
- In een rijtuigie
- Doe het doek maar dicht
- Moeder ik wil bij de revue